# Lisa Röstlund
Lisa Röstlund, född 1979, är en svensk journalist och författare. 

## Biografi
Röstlund är uppväxt i byn Trödje längs kusten norr om Gävle. Hon utbildade sig till biokemist innan hon började arbeta som journalist. Hon har bland annat arbetat för Dagens Medicin, Aftonbladet och Dagens Nyheter. Som grävande journalist har hon bland annat granskat Karolinska sjukhuset, högerextrema grupper, Lundin Petroleum, svensk skogsnäring, handbok i klimatjournalistik  och en bok om norsk gröntvätt och oljeekonomi 
Tillsammans med Anna Gustafsson tilldelades hon Natur & Kulturs debattbokspris 2020 för boken Konsulterna – kampen om Karolinska (Mondial förlag). Boken nominerades även till Guldspaden och Stora journalistpriset. År 2022 utkom hon med boken Skogslandet – en granskning på Bokförlaget Forum. För boken tilldelades hon Lubbe Nordström-priset och Guldspaden.